# Emmanuel Salinger
Pour les articles homonymes, voir Salinger.
Emmanuel Salinger est un acteur, scénariste et réalisateur français, né le 6 mai 1964 à Blois (Loir-et-Cher).

## Biographie
Emmanuel Salinger est le frère de l'acteur Joachim Salinger. Ancien élève de l'IDHEC, Emmanuel Salinger commence sa carrière d'acteur avec Arnaud Desplechin dans ses films La Vie des morts puis La Sentinelle pour lequel il obtient le prix Michel-Simon en 1992 puis le César du meilleur espoir masculin en 1993.
Il donne également des cours à la Fémis.
Il est membre du Collectif 50/50 qui a pour but de promouvoir l'égalité des femmes et des hommes et la diversité dans le cinéma et l'audiovisuel,.

## Théâtre
- 1994 : Félicité de Jean Audureau, mise en  scène Pascal Rambert, théâtre de la Commune
- 1995 : Antoine et Cléopâtre de William Shakespeare, mise en scène Pascal Rambert, MC93 Bobigny
- 1995 : La Servante (Histoire sans fin), (cycle de cinq pièces et cinq dramaticules) de et mise en scène par Olivier Py, Festival d'Avignon : Roméo
- 2000 : La Pluie d'été de Marguerite Duras, mise en scène Guy Faucon, théâtre de la Chapelle Saint-Louis (Rouen)
- 2002 : Terminus de Daniel Keene, mise en scène Laurent Laffargue, Théâtre national de Toulouse, théâtre des Abbesses : John
- 2003 : Alger-Alger d'après La Guerre des gusses de Georges Mattéi, mise en scène Gérard S. Cherqui, Théâtre international de langue française
- 2012 : La Mouette d'Anton Tchekhov, mise en scène Arthur Nauzyciel, Festival d'Avignon
- 2016 : Old Times de Harold Pinter, mise en scène Benoît Giros, théâtre de l'Atelier
- 2022 : Les Passagers de Frédéric Krivine, mise en scène Laurent Capelluto, théâtre du Chêne noir (Festival off d'Avignon)

## Filmographie

### Acteur

#### Cinéma

##### Longs métrages
- 1991 : La Vie des morts d'Arnaud Desplechin
- 1992 : La Sentinelle d'Arnaud Desplechin
- 1993 : Sauve-toi de Jean-Marc Fabre
- 1994 : Des feux mal éteints de Serge Moati
- 1994 : Grande petite de Sophie Fillières
- 1994 : La Reine Margot de Patrice Chéreau
- 1994 : Oublie-moi de Noémie Lvovsky
- 1994 : Bête de scène de Bernard Nissille
- 1995 : Les Cent et Une Nuits de Simon Cinéma de Agnès Varda
- 1995 : N'oublie pas que tu vas mourir de Xavier Beauvois
- 1996 : Mirek n'est pas parti de Bojena Horackova
- 1996 : Comment je me suis disputé... (ma vie sexuelle) d'Arnaud Desplechin
- 1996 : Le Bel Été 1914 de Christian de Chalonge
- 1999 : Kill by Inches
- 2000 : En face de Mathias Ledoux
- 2000 : Capitaines d'avril de Maria de Medeiros
- 2004 : Triple agent d'Éric Rohmer
- 2005 : Belhorizon d'Inès Rabadán
- 2007 : Très bien, merci d'Emmanuelle Cuau
- 2007 : La Clef de Guillaume Nicloux
- 2009 : La Grande Vie d'Emmanuel Salinger
- 2010 : Le Sentiment de la chair de Roberto Garzelli
- 2011 : La guerre est déclarée de Valérie Donzelli
- 2012 : Au cas où je n'aurais pas la palme d'or de Renaud Cohen
- 2013 : Je ne suis pas mort de Mehdi Ben Attia
- 2015 : Par accident de Camille Fontaine
- 2016 : Planetarium de Rebecca Zlotowski
- 2023 : La Passion de Dodin Bouffant de Trần Anh Hùng
- 2024 : Ma vie, ma gueule de Sophie Fillières : Dr Radjabov
- 2025 : Je le jure de Samuel Theis

##### Courts métrages
- 1974 : Le réveillon de Agnès Delarive
- 1989 : Dis-moi oui, dis-moi non de Noémie Lvovsky
- 1999 : Vive le premier de mai de Didier Rouget
- 2002 : La Voix de Luna de Margot Abascal
- 2004 : R.A.S. de lui-même

#### Télévision
- 1993 : Le Secret d'Elissa Rhaïs de Jacques Otmezguine
- 1994 : Rêveuse Jeunesse de Nadine Trintignant
- 1996 : Maigret ( épisode La Tête d'un homme) de Juraj Herz : Radek
- 1996 : Les Enfants du mensonge de Frédéric Krivine
- 2000 : Le Baptême du boiteux de Paule Zajderman
- 2005 : Vénus et Apollon (épisode Soin paradis) de Pascal Lahmani
- 2006 : Sartre, l'âge des passions de Claude Goretta
- 2007 : Joséphine, ange gardien (épisode Le Secret des Templiers) de Philippe Monnier
- 2011-2013 : Deux flics sur les docks d'Edwin Baily
- 2012 : L'Affaire Gordji : Histoire d'une cohabitation de Guillaume Nicloux
- 2012 : Autopsie d'un mariage blanc de Sébastien Grall
- 2014 : Pilules bleues de Jean-Philippe Amar
- 2015-2016 : Un village français (saisons 6 et 7)
- 2019 : Les Sauvages de Rebecca Zlotowski
- 2020 : Mongeville (épisode Le Bal des tartuffes) de Denis Malleval
- 2021 : Je te promets (série télévisée) d'Arnaud Sélignac et Renaud Bertrand
- 2021 : Jugé sans justice de Lou Jeunet
- 2022 : Capitaine Marleau (épisode Le Prix à payer) de Josée Dayan
- 2024 : Citoyens clandestins de Laëtitia Masson

#### Doublage
- 1994 : Quatre Mariages et un enterrement : Matthew (John Hannah)
- 1997 : Ouvre les yeux : César (Eduardo Noriega)
- 1998 : Du venin dans les veines : Jackson Baring (Johnathon Schaech)
- 2008 : Max et Co (film d'animation) de Robert Boner et Benoît Dreyer : le serveur

### Scénariste

#### Cinéma

##### Longs métrages
- 1992 : La Sentinelle d'Arnaud Desplechin - adaptation
- 1994 : Oublie-moi de Noémie Lvovsky
- 1995 : N'oublie pas que tu vas mourir de Xavier Beauvois
- 2001 : L’Homme des foules de John Lvoff
- 2003 : Petites Coupures de Pascal Bonitzer - collaboration au scénario
- 2008 : Max et Co (film d'animation) de Robert Boner et Benoît Dreyer
- 2009 : La Grande Vie de lui-même

##### Courts métrages
- 1991 : Le Sommeil d'Adrien de Caroline Champetier
- 2004 : I (Marion solo) (documentaire) de lui-même et Marion Lévy
- 2004 : R.A.S. de lui-même

#### Télévision
- 2005 : Vénus et Apollon (série télévisée), 2 épisodes
- 2012-2017 : Un village français (série télévisée)
- 2022 : L'Histoire d'Annette Zelman (téléfilm) de Philippe Le Guay

### Réalisateur

#### Long métrage
- 2009 : La Grande Vie

#### Courts métrages
- 1989 : Blind Alley
- 2004 : I (Marion solo) (documentaire) - coréalisé avec Marion Lévy
- 2004 : R.A.S.

## Distinctions

### Récompenses
- Prix Michel-Simon 1992
- César du cinéma 1993 : Meilleur espoir masculin pour La Sentinelle d'Arnaud Desplechin
- Festival international du film de Thessalonique 1994 : meilleur scénario pour Oublie-moi de Noémie Lvovsky, partagé avec Noémie Lvovsky, Marc Cholodenko et Sophie Fillières